# Positionsartilleri

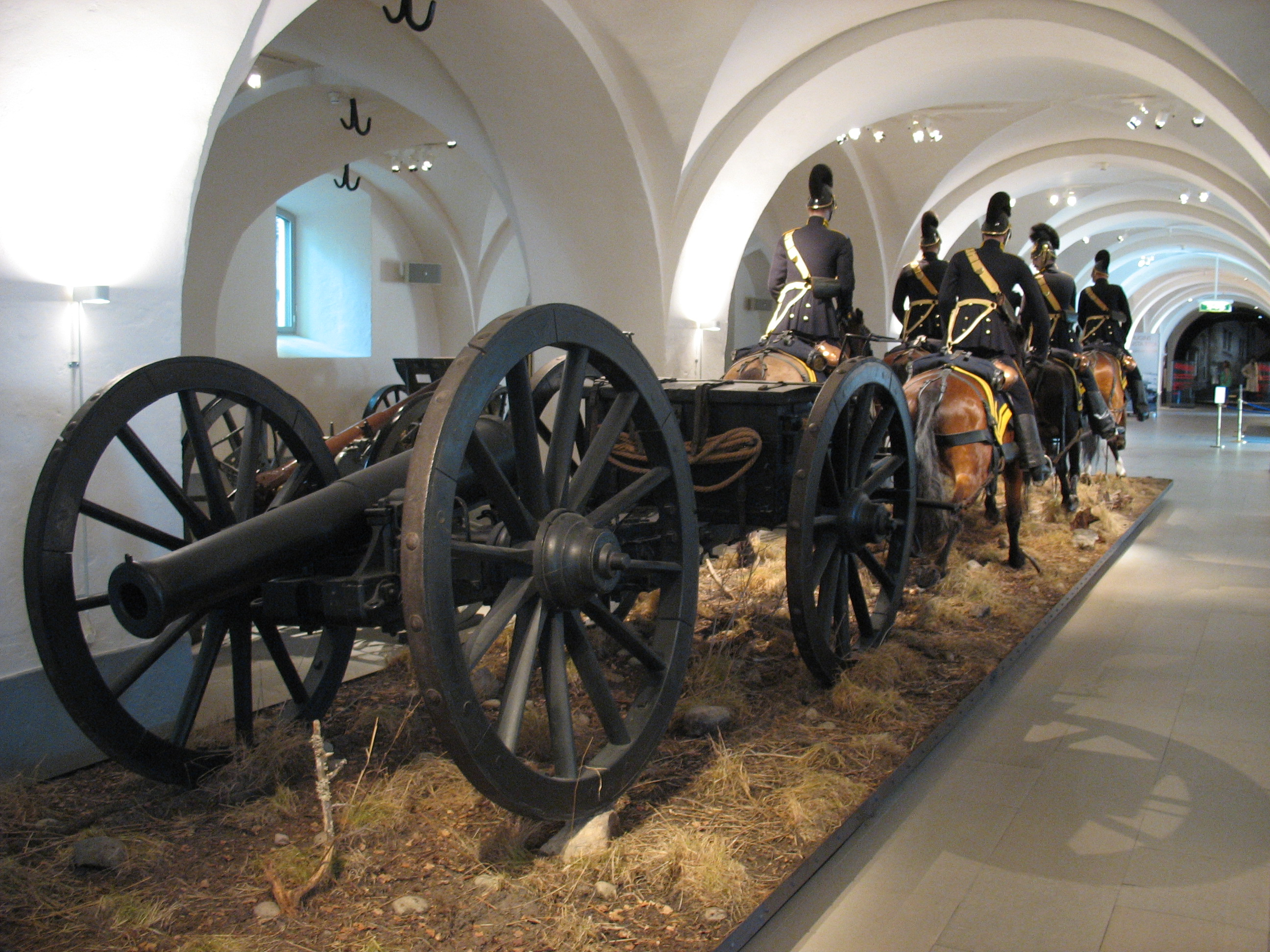
Hästdraget artilleri, från Wendes artilleriregemente.Spannet på bilden, finns numera att beskåda på Artillerimuseet i Kristianstad.

Positionsartilleri är som regel ett artilleri som har till uppgift att försvara eller bidra till anfall mot viktiga ställningar eller positioner. Denna typ av artilleri har därmed en större verkan eller slagkraft än fältartilleriet. Positionsartilleriet är även rörligt och kan medfölja armén och då särskilt infanteriet vid förflyttningar.

## Sverige
Det svenska positionsartilleriet var initialt hästdraget men kom senare att bli mekaniserat. De brukade pjäser med kaliber om mellan 12 och 15 centimeter. Man medförde även lättare pjäser om 10 cm samt hade tillgång till lätta 12 cm mörsare. Senar utrustades det svenska positionsartilleriet även med 21 centimeters haubitsar.
Det kom senare att benämnas tungt fältartilleri.